# William de Asevedo Furtado
William de Asevedo Furtado (Pelotas, 3 april 1995) – alias William – is een Braziliaans betaald voetballer die doorgaans speelt als rechtsback. In januari 2023 tekende hij voor Cruzeiro.

## Clubcarrière
William speelde in de jeugdopleiding van Internacional en maakte in 2015 zijn debuut in het eerste elftal. Op 15 maart van dat jaar werd door doelpunten van Valdívia en Taiberson met 0–2 gewonnen op bezoek bij Brasil de Pelotas uit zijn geboorteplaats. De vleugelverdediger mocht in de basis beginnen en hij speelde het gehele duel mee. In zijn tweede seizoen in de hoofdmacht speelde William meer dan vijftig officiële wedstrijden, maar hij kon Internacional niet behoeden voor degradatie naar de Série B. In die competitie speelde hij een halfjaar mee, alvorens hij werd overgenomen door VfL Wolfsburg. De Braziliaan zette bij zijn nieuwe werkgever zijn handtekening onder een verbintenis voor de duur van vijf seizoenen. In de eerste helft van het seizoen 2020/21 viel William twee keer kort in, waarna hij in de winterstop verhuurd werd aan Schalke 04. Met die club degradeerde hij uit de Bundesliga. Het jaar erna kwam de rechtsback niet in actie voor Wolfsburg, waarna hij de club transfervrij verliet. In december 2022 tekende hij een contract ingaande per 1 januari 2023 bij Cruzeiro.

## Clubstatistieken
| Seizoen | Club          | Competitie | Competitie | Competitie | Beker | Beker | Internationaal | Internationaal | Totaal | Totaal |
| Seizoen | Club          | Competitie | Wed.       | Dlp.       | Wed.  | Dlp.  | Wed.           | Dlp.           | Wed.   | Dlp.   |
| ------- | ------------- | ---------- | ---------- | ---------- | ----- | ----- | -------------- | -------------- | ------ | ------ |
| 2015    | Internacional | Série A    | 29         | 0          | 4     | 0     | 6              | 0              | 39     | 0      |
| 2016    | Internacional | Série A    | 32         | 0          | 4     | 1     | —              | —              | 36     | 1      |
| 2017    | Internacional | Série B    | 2          | 0          | 6     | 0     | —              | —              | 8      | 0      |
| 2017/18 | VfL Wolfsburg | Bundesliga | 22         | 0          | 2     | 0     | —              | —              | 24     | 0      |
| 2018/19 | VfL Wolfsburg | Bundesliga | 31         | 2          | 2     | 0     | —              | —              | 33     | 2      |
| 2019/20 | VfL Wolfsburg | Bundesliga | 16         | 1          | 2     | 1     | 4              | 1              | 22     | 3      |
| 2020/21 | VfL Wolfsburg | Bundesliga | 2          | 0          | 0     | 0     | 0              | 0              | 2      | 0      |
| 2020/21 | → Schalke 04  | Bundesliga | 8          | 0          | 1     | 0     | —              | —              | 9      | 0      |
| 2021/22 | VfL Wolfsburg | Bundesliga | 0          | 0          | 0     | 0     | 0              | 0              | 0      | 0      |
| 2023    | Cruzeiro      | Série A    | 36         | 0          | 4     | 1     | —              | —              | 40     | 1      |
| 2024    | Cruzeiro      | Série A    | 46         | 5          | 1     | 0     | 13             | 0              | 60     | 5      |
| 2025    | Cruzeiro      | Série A    | 11         | 0          | 0     | 0     | 2              | 0              | 13     | 0      |
| Totaal  | Totaal        | Totaal     | 235        | 8          | 26    | 3     | 25             | 1              | 276    | 12     |

Bijgewerkt op 30 april 2025.

## Interlandcarrière
In 2016 maakte William onderdeel uit van het Braziliaans olympisch voetbalelftal. In eigen land wist dat team het voetbaltoernooi te winnen door in de finale Duitsland te verslaan na strafschoppen. Door doelpunten van Neymar en Max Meyer stond het namelijk 1–1 na honderdtwintig minuten voetballen. William kwam tijdens deze finale niet in actie, maar speelde eerder wel in drie andere wedstrijden mee.

## Erelijst
| Competitie        |               |               |               |               |
| Competitie        | Aantal        | Jaren         |               |               |
| Internacional     | Internacional | Internacional | Internacional | Internacional |
| ----------------- | ------------- | ------------- | ------------- | ------------- |
| Campeonato Gaúcho | 2             | 2015, 2016    |               |               |
| Brazilië –23      |               |               |               |               |
| Olympische Spelen | 1             | 2016          |               |               |